# Aphaniosoma claridgei
Aphaniosoma claridgei är en tvåvingeart som beskrevs av Ebejer 1995. Aphaniosoma claridgei ingår i släktet Aphaniosoma och familjen gulflugor.
Artens utbredningsområde är Grekland. Inga underarter finns listade i Catalogue of Life.